# Cela (León)
Cela es una localidad del municipio leonés de Villafranca del Bierzo, en la Comunidad Autónoma de Castilla y León. 
La iglesia está dedicada a san Martín.

## Localidades limítrofes
Confina con las siguientes localidades:
- Al noreste con Villar de Acero.
- Al este con Paradaseca.
- Al suroeste con Sotelo.

## Demografía
Evolución de la población
| Gráfica de evolución demográfica de Cela entre 2000 y 2017         |
|                                                                    |
| Población de derecho (2000-2017) según el padrón municipal del INE |

## Historia
Así se describe a Cela en el tomo VI del Diccionario geográfico-estadístico-histórico de España y sus posesiones de Ultramar, obra impulsada por Pascual Madoz a mediados del siglo XIX:

Lugar en la provincia de León, partido judicial y abadía de Villafranca del Bierzo (diócesis vere nullius), audiencia territorial y capitanía general de Valladolid, ayuntamiento de Paradaseca. Situado al S de un pequeño valle; le resguarda de los vientos del O una montaña bastante árida. Tiene una iglesia parroquial, y buenas aguas potables. Confina N Villar de Acero y la Veguellina; E Paradaseca; S Perege, y O Trabadelo. El terreno es de mediana calidad; le fertilizan algún tanto las aguas del río Burbia, y produce centeno, patatas y pastos; cría ganado vacuno y lanar, y alguna caza y pesca. Industria: varios telares de lienzos caseros. Población, riqueza y con-tribución (V. el artículo de ayuntamiento).
Diccionario geográfico-estadístico-histórico de España y sus posesiones de Ultramar